# Vasil
Vasil nebo Vasyl či Vasilij (další varianty jména viz níže) je mužské křestní jméno řeckého původu. Je odvozené od starořeckého slova βασίλειος (basileios) a vykládá se jako „královský“. Svátek má v Česku 2. ledna a na Slovensku 14. června.

## Varianty
Bazyli, Vasil, Vasile, Vasilij, Vasilije, Vaso, Vassili, Vaszoly, Wasja, Wassili, Wassily, Wassilios, Wassylky

## Známí nositelé jména
- Vasil Biľak – slovenský politik
- Vasilij Ivanovič Čujkov – ruský vojevůdce
- Vasil Fridrich – český herec, moderátor a dabér
- Vasilij Kandinskij – ruský průkopník abstraktního umění v malířství
- Vasilij Smyslov – ruský Mistr světa v šachu
- Vasyl Stefanyk – ukrajinský spisovatel
- Vasilij IV. Ivanovič Šujskij – ruský car
- Vasyl Ivančuk – ukrajinský šachový velmistr
- Vasilij Zajcev – slavný ruský sovětský odstřelovač
- Vasilij Erošenko – ruský spisovatel a esperantista
- Vasilij Lazarev – ruský kosmonaut
- Vasilij Grossman – ruský spisovatel
- Vasilij Konstantinovič Bljucher – sovětský voják a politik
- Vasil Kobulej – československý voják
- Vasilij Slesarjev – ruský letecký konstruktér
- Vasilij Sokolov – ruský historik filosofie
- Vasilij Pavlovič Mžavanadze – gruzínský politik
- Vasilij Dementěvič Poležajev – ruský budovatel Moskevského metra
- Vasilij Vasiljevič Věreščagin – ruský válečný malíř
- Vasyl Lomačenko – ukrajinský profesionální boxer
- Vasil Kušej – český fotbalista

## Ostatní
- Vasil – píseň Karla Kryla (dostupná online)
- 9184 Vasilij – asteroid